# Øsamarbejdsaftale
 Denne artikel omhandler overvejende eller alene danske forhold. Hjælp gerne med at gøre artiklen mere almen.
En øsamarbejdsaftale er en ordning, der efter Kommunalreformen i 2007 tillader mindre øsamfund og andre små kommuner at forblive selvstændige kommuner.
Aftalen indebærer at en række opgaver løses af en nabokommune.
Syv kommuner (hvoraf fem ø-kommuner) havde efter Kommunalreformen under 20.000 indbyggere og har derfor indgået aftaler om forpligtende samarbejde med nabokommuner.
I de fleste tilfælde medfører samarbejdet, at den større kommune varetager beskæftigelsesområdet, genoptræningsområdet, natur- og miljøområdet, det sociale område og specialundervisningsområdet for den mindre kommune, men der er undtagelser.
| Lille kommune      | Større kommune                  | Paragraf | Note |
| ------------------ | ------------------------------- | -------- | --- |
| Langeland Kommune  | Svendborg Kommune               | §10      | |
| Dragør Kommune     | Tårnby Kommune                  | §7       | |
| Vallensbæk Kommune | Ishøj Kommune                   | §8       | Vallensbæk tager sig af beskæftigelsesområdet for Ishøj, mens Ishøj tager sig af de øvrige områder for Vallensbæk |
| Ærø Kommune        | Svendborg Kommune               | §11      | |
| Samsø Kommune      | Aarhus Kommune og Odder Kommune | §12      | Odder tager sig af specialundervisningen for Samsø, Aarhus tager sig af resten                                    |
| Fanø Kommune       | Esbjerg Kommune                 | §9       | |
| Læsø Kommune       | Frederikshavn Kommune           | §13      | |

## Reference
1. ↑  Bekendtgørelse om revision af den kommunale og regionale inddeling og om forpligtende kommunale samarbejder